# Torre de Noriega
La torre de Noriega es un conjunto de torreón medieval, casa barroca y capilla ubicado en Piñera, en la parroquia de Noriega, en el concejo asturiano de Ribadedeva (España). Está declarada Bien de Interés Cultural en 2016.

## Descripción
Se trata de un conjunto de torre, casona y capilla. Diversas construcciones posteriores rodean la torre, elemento original, por lo que sólo queda libre su cara norte. La torre, de planta cuadrada, gran altura y cornisa almenada, puede tener su origen en el siglo XIV, aunque no se ha llegado a datar de forma efectiva. Algunos autores retrasaron su datación hasta el Reino de Asturias. Cuenta con cuatro ventanas trilobuladas, lo que le hace un ejemplo único en las torres asturianas. Más que elemento defensivo, podría haberse tratado de una construcción de prestigio.
La capilla se adosa al lado occidental. Se cubre con sencilla bóveda estrellada con nervios moldurados y se accede a ella por un gran arco de medio punto. La casona es de planta alargada y dos pisos con balcones enrasados. 
En 2019 se realizó una recuperación parcial con destino a su uso como recurso turístico.